# Tomorrow (album)
Tomorrow – drugi studyjny albumu jamajskiego wokalisty Seana Kingstona.

## Lista utworów
1. Welcome To Tomorrow
2. War
3. Fire Burning
4. My Girlfriend
5. Face Drop
6. Magical
7. Island Queen
8. Tomorrow
9. Twist Ya Around
10. Wrap U Around Me
11. Shoulda Let U Go (Feat. Good Charlotte)
12. Over
13. Ice Cream Girl (Feat. Wyclef Jean)
14. Why U Wanna Go

## Single
- Fire Burning (2009)
- My Girlfriend (2009)